# Alex Wohler
Alexander "Alex" Wohler, né le 11 juillet 1992, est un coureur cycliste australien, membre de l'équipe NSW Institute of Sport.

## Biographie
Alex Wohler naît le 11 juillet 1992, en Australie. 
Professionnel en 2013 et 2014 dans l'équipe continentale Budget Forklifts, il participe à plusieurs épreuves du calendrier UCI. 
En 2013, il se classe 18e du championnat d'Australie du contre-la-montre et abandonne lors de la course en ligne. Il participe ensuite à la New Zealand Cycle Classic où il se classe 7e de la 5e et dernière étape. Viennent ensuite les Championnats d'Océanie de cyclisme sur route. Il se classe 10e du contre-la-montre et abandonne lors de la course en ligne. Il se rend ensuite en Indonésie pour y disputer le Tour de Singkarak où il abandonne au cours de la 6e étape. Wohler ne réapparaît ensuite plus sur les épreuves UCI avant le Tour du lac Taihu en novembre. Il se classe 10e de la 2e étape, 4e le lendemain sur la 3e étape et 7e lors de la 8e étape. Deux jours plus tard, il met un terme à sa saison avec une 51e place sur le Tour de Nankin.
En 2014, il se classe 12e du championnat d'Australie du contre-la-montre espoirs, 23e de la course en ligne espoirs et 3e du critérium espoirs. Il participe ensuite à la New Zealand Cycle Classic où il prend la 7e place du prologue. Il se rend ensuite aux États-Unis pour y disputer la Philadelphia Cycling Classic où il abandonne. Il prend ensuite part au Grand Prix cycliste de Saguenay au Canada où il abandonne au cours de la 4e étape. Il participe enfin au Tour de Beauce et abandonne lors de la 5e étape. Après deux saisons chez les professionnels il s'engage pour la saison 2015 en faveur du club français de DN1 du CC Villeneuve Saint-Germain.

## Palmarès sur route
- 2012[2]
  - 7e étape du Tour of the Murray River
- 2014
  - 3e du championnat d'Australie du critérium espoirs

## Classements mondiaux
| Année         | 2014 |
| ------------- | ---- |
| UCI Asia Tour | 370e |